# Maksimus Regus

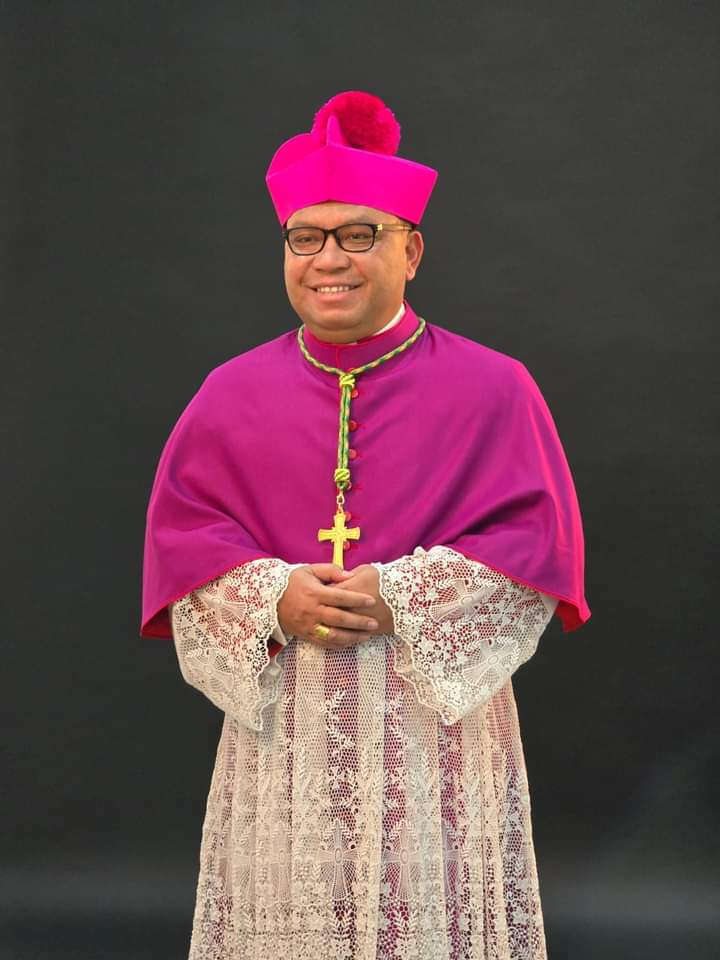
Maksimus Regus (2024)

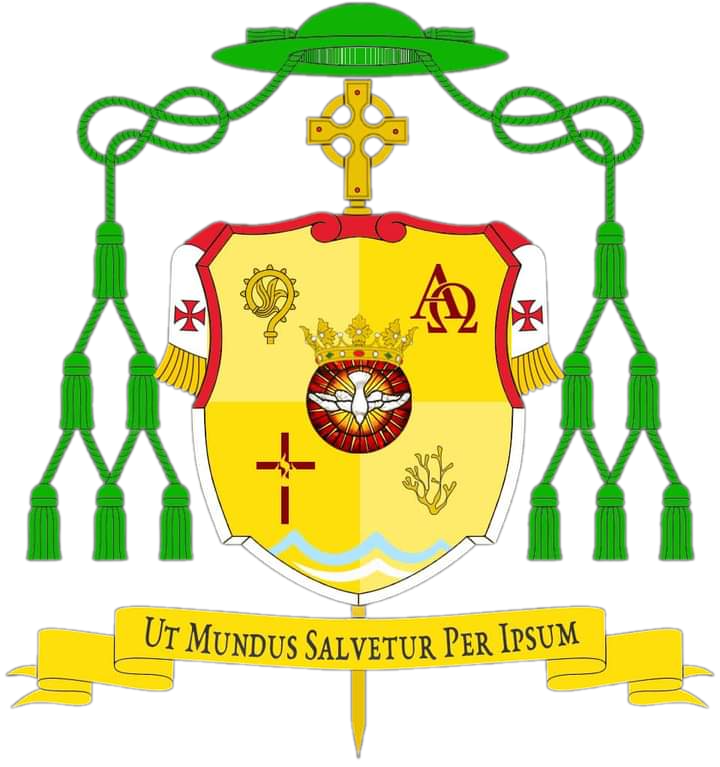
Bischofswappen von Maksimus Regus

Maksimus Regus (* 23. September 1973 in Woang, Manggarai) ist ein indonesischer römisch-katholischer Geistlicher, Sozialwissenschaftler und Bischof von Labuan Bajo.

## Leben
Maksimus Regus besuchte das Kleine Seminar Pius XII. in Kisol. Anschließend studierte er von 1993 bis 1997 Philosophie und von 1999 bis 2001 Katholische Theologie an der STFK Ledalero. Während seines Studiums war er Alumnus des interdiözesanen Priesterseminars St. Petrus in Ritapiret. Am 10. August 2001 empfing er durch den Bischof von Ruteng, Eduardus Sangsun SVD, das Sakrament der Priesterweihe für das Bistum Ruteng.
Nach der Priesterweihe war Regus zunächst von September 2001 bis August 2007 als Pfarrvikar der Pfarrei Christkönig in Ruteng tätig, in der er zuvor schon von Mai bis August 2001 als Diakon gewirkt hatte. Von 2002 bis 2007 leitete er zusätzlich die Diözesankommission für den interreligiösen Dialog. Ferner war er von 2005 bis 2007 Koordinator für den interreligiösen Dialog und die interreligiöse Jugendpastoral im Bistum Ruteng. 2007 nahm er ein Studium der Sozialpolitik an der Universität Indonesia in Depok auf und erwarb 2009 mit der Arbeit Tambang dan resistensi lokal analisis hubungan negara, korporasi dan komunitas lokal. Studi kasus tambang di Flores NTT („Bergbau und lokaler Widerstand: eine Analyse der Beziehungen zwischen dem Staat, den Unternehmen und den lokalen Gemeinschaften. Eine Fallstudie über den Bergbau in Flores, NTT“) einen Master im Fach Soziologie. Daneben leitete er von 2007 bis 2011 das Parrhesia Institute in Jakarta.
2011 setzte Regus seine Studien in den Niederlanden fort, wo er Sozialwissenschaften an der Erasmus-Universität Rotterdam studierte und 2017 an der Universität Tilburg bei Herman Beck und Mirjam van Reisen mit der Arbeit Understanding human rights culture in Indonesia: a case study of the Ahmadiyya minority group („Verständnis der Menschenrechtskultur in Indonesien: eine Fallstudie über die Minderheit der Ahmadiyya“) im Fach Soziologie promoviert (Ph.D.) wurde. Für sein Promotionsstudium erhielt er ein Stipendium des Missionswissenschaftlichen Instituts im missio. Nach der Rückkehr in seine Heimat im Jahr 2018 lehrte Regus an der Catholic University of Saint Paul in Ruteng. Von 2019 bis 2023 fungierte er zudem als Dekan der dortigen Fakultät für Pädagogik. Neben seiner akademischen Tätigkeit leitete er ab 2020 auch die Personalabteilung des Bistums Ruteng. Ab Juni 2023 war Regus Rektor der Catholic University of Saint Paul.
Am 21. Juni 2024 ernannte ihn Papst Franziskus zum ersten Bischof des mit gleichem Datum errichteten Bistums Labuan Bajo. Der Erzbischof von Jakarta, Ignatius Kardinal Suharyo Hardjoatmodjo, spendete ihm am 1. November desselben Jahres in der Kirche St. Peter in Sernaru die Bischofsweihe; Mitkonsekratoren waren der Bischof von Ruteng, Siprianus Hormat, und der Erzbischof von Ende, Paulus Budi Kleden SVD. Sein Wahlspruch Ut salvetur mundus per ipsum („Damit die Welt durch ihn gerettet wird“) stammt aus Joh 3,17 .

## Schriften

### Monografien
- Gereja Menyapa Manggarai: Menghirup Keutamaan Tradisi, Menumbuhkan Cinta, Menjaga Harapan. Satu Abad Gereja Manggarai-Flores. Parrhesia, Jakarta 2001, ISBN 978-979-19290-5-9.
- Republik Sialan: Memburu Kejernihan di Tengah Belantara Kerancuan. Ledalero, Maumere 2003, ISBN 978-979-944768-5.
- Sketsa nurani anak bangsa. Obor, Jakarta 2004, ISBN 978-979-5653-32-5.
- Kucium Lukamu Dalam Kebisingan: Kumpulan Renungan Rohani Populer. Fidei Press, Jakarta 2005.
- Menembus Era Kemurungan: Kisah Sebuah Negeri Dengan Amnesia Kronis. Ledalero, Maumere 2007, ISBN 978-979-944727-2.
- Tambang dan resistensi lokal analisis hubungan negara, korporasi dan komunitas lokal. Studi kasus tambang di Flores NTT. Universität Indonesia, Depok 2009, OCLC 769712343.
- Understanding human rights culture in Indonesia: a case study of the Ahmadiyya minority group (= Tilburg dissertations in culture studies. Band 68). Universität Tilburg, 2017, OCLC 1030418087.
- Leo Perik SVD Jembatan Peradaban: Menelusuri Jejak-jejak Pendiri Seminari Pius XII Kisol. Obor, Jakarta 2018, ISBN 978-979-5658-33-7.
- Human Rights Culture in Indonesia: Attacks on the Ahmadiyya Minority Group (= Studies on Modern Orient. Band 35). De Gruyter, Berlin 2021, ISBN 978-3-11-069607-3.
- Demokrasi HAM minoritas: telaah konseptual dan isu-isu kunci. Bintang Semesta Media, Sleman 2021, ISBN 978-6-23592518-9.

### Artikel
- Interreligious Conflicts in Post-Authoritarian Indonesia: Assumptions, Causes, and Implications. In: Jurnal Politik. Band 5, Nr. 2, 2020, OCLC 8631866642, S. 199–220.
- Narratives of life-maneuvering in reshaping new living space during Covid-19: A case study of women activist in Manggarai Region, Eastern Indonesia. In: Gender, work, and organization. Band 28, 2021, OCLC 8987047590, S. 566–573.
- Islam and the Making of a Non-Violent and Peaceful Public Sphere in Indonesia. In: Afkaruna: Indonesian Interdisciplinary Journal of Islamic Studies. Band 18, Nr. 2, 2022, OCLC 9818291694, S. 279–294 (umy.ac.id [PDF; 937 kB]).
- Educating from the Periphery: The Mission of the Catholic Church in Advancing a Knowledge Society in Manggarai Region, Indonesia. In: International Studies in Catholic Education. Band 14, Nr. 2, 2022, OCLC 9679368134, S. 216–230.
- Centering Acculturation as an Approach to Challenging the Fragility of Human Rights in Indonesia. In: Journal of Southeast Asian Human Rights. Band 6, Nr. 2, 2022, OCLC 9729489799, S. 299–322 (unej.ac.id [PDF; 228 kB]).
- Multiculturalism under Threat and Strategies in Constructing Inclusive Spaces in Europe and Southeast Asia Regions. In: Global Focus. Band 3, Nr. 2, 2023, OCLC 10081274435, S. 96–109 (ub.ac.id [PDF; 247 kB]).